# Dương Huy Du
Dương Huy Du (chữ Hán: 羊徽瑜; 214 - 278), còn gọi Hoằng Huấn Thái hậu (弘训太后), là vợ thứ ba của Tư Mã Sư, một quyền thần của Tào Ngụy, con trai Tư Mã Ý và là anh của Tư Mã Chiêu, cha của Tấn Vũ Đế Tư Mã Viêm.
Sau khi nhà Tấn thành lập, chồng bà được truy tôn Thế Tông Cảnh hoàng đế nên bà cũng được tôn làm Cảnh hoàng hậu rước vào sống trong cung.

## Tiểu sử
Dương thị người huyện Nam Thành, quận Thái Sơn (nay là Tân Thái, Sơn Đông), tổ phụ Dương Tục (羊續) từng làm Thái thú Nam Dương thời Đông Hán, cha là Dương Đạo (羊衜) làm Thái thú Thượng Đảng. Mẹ bà xuất thân từ Trần Lưu Thái thị (陳留蔡氏), con gái của danh sĩ thời Hán, Tả trung lang tướng Thái Ung, chị em gái của nữ sĩ Thái Diễm, về sau được truy tặng tước Tế Dương huyện quân (济阳县君). Dương Huy Du có anh trai cùng mẹ là Dương Thừa (羊承) và một em trai khác mẹ là Dương Hỗ, về sau cũng thành một nhân vật quan trọng thời Tây Tấn.
Năm Thanh Long thứ 2 (234), Tư Mã Sư giết vợ đầu Hạ Hầu Huy, sau đó kết hôn với Ngô phu nhân là con của Ngô Chí (吳質), không lâu sau lại ly hôn. Không rõ khoảng thời gian nào, Tư Mã Sư nghe tiếng tài nữ của Dương Huy Du, quyết định cầu thân nhà họ Dương. Trong khoảng thời gian này không có ghi chép hoạt động cụ thể nào của bà, chỉ biết bà rất nổi tiếng vì sự thông minh, hiểu lễ giáo và đặc biệt là lòng vị tha nhân từ.
Khi Tư Mã Viêm lập ra Tây Tấn, ông truy tôn bá phụ Tư Mã Sư làm Cảnh hoàng đế (景皇帝), tôn bá mẫu Dương phu nhân địa vị tương ứng, tức Cảnh hoàng hậu (景皇后), ở Hoằng Huấn cung (弘訓宮) nên còn gọi là Hoằng Huấn thái hậu (弘訓太后). Trong triều dần tôn truy các thân thích của họ Tư Mã, nhưng không một ai đả động đến vợ đầu của chồng bà là Hạ Hầu phu nhân, bà quyết định khuyên Tấn Vũ Đế, cuối cùng Vũ Đế truy tôn Hạ Hầu phu nhân làm Cảnh Hoài hoàng hậu (景懷皇后).
Năm Hàm Ninh thứ 4 (278), Dương hậu qua đời, hưởng thọ 65 tuổi, thụy hiệu Cảnh Hiến hoàng hậu (景獻皇后), phụ táng Tuấn Bình lăng (峻平陵).